# Uli Hoeneß
Ulrich (Uli) Hoeneß (Ulm, 5 januari 1952) is een voormalig Duits voetballer die bijna zijn hele carrière bij Bayern München speelde. Ook kwam hij uit voor het nationale elftal van West-Duitsland en won hij daarmee het EK Voetbal in 1972 en het WK Voetbal in 1974. Na zijn actieve carrière is hij manager geworden bij zijn oude club Bayern. Deze functie vervulde hij ruim dertig jaar totdat hij in 2009 werd verkozen tot voorzitter van Bayern München als opvolger van Franz Beckenbauer.
In 2014 werd Hoeneß veroordeeld tot drieënhalf jaar gevangenisstraf wegens belastingontduiking. Na aanvankelijk te worden vervolgd voor tweeënhalf miljoen euro ontdoken belastingen, bleek het om 27,2 miljoen euro te gaan. Tegen deze straf is hij niet in beroep gegaan en op dezelfde dag als het vonnis in eerste aanleg werd uitgesproken, trad Hoeneß af als voorzitter van Bayern München. In het voorjaar van 2014 werd door deze controverse Hoeneß uit de Hall of Fame gezet van de Duitse sport.

## Clubcarrière

### Jeugdjaren
Hoeneß begon op 7-jarige leeftijd met voetballen bij het lokale VfB Ulm. Ook zijn één jaar jongere broer Dieter begon hier. Door de verschillende jeugdteams werkte hij zich omhoog tot aanvoerder van het Duitse scholierenelftal. Bij de club bleef hij zes jaar spelen voordat hij vertrok naar het iets grotere TSG Ulm, tegenwoordig SSV Ulm 1846. Als snel kwamen er aanbiedingen van VfB Stuttgart en 1860 München binnen. Toch bleef hij nog enkele jaren totdat hij in 1970 de kans kreeg om profvoetballer te worden bij Bayern München. Hij begon daar in de jeugd te spelen totdat hij een jaar later de overstap maakte naar het eerste elftal van coach Udo Lattek. Bij de Zuid-Duitsers groeide hij uit tot een succesvolle aanvaller die bekendstond om zijn mooie dribbels en goede uithoudingsvermogen.

### Bayern München
Bij Bayern München maakte hij de Europese hegemonie van de jaren 70 mee. Pas op dat moment begon de huidige topclub zijn internationale status te verwerven. Aan het begin van de jaren 70 speelde Bayern in Europees verband al goed voetbal maar werd het overschaduwd door Ajax, dat driemaal achter elkaar de Europacup I won. In 1973/74 was het eindelijk de beurt aan Bayern om haar klasse te bewijzen. Met spelers als Sepp Maier, Franz Beckenbauer, Paul Breitner en Gerd Müller op de as van het veld, won de club voor het eerst in haar historie de Europacup I. De finale eindigde in een 1-1 gelijkspel. Pas in de laatste minuut van de verlenging scoorde „Katsche“ Schwarzenbeck de belangrijke gelijkmaker vanuit een zondagsschot. Achteraf gezien was dit misschien wel het belangrijkste doelpunt uit de historie van de Duitse club. Omdat wedstrijden toen nog niet werden beslist op penalty's, moest er een returnwedstrijd worden gespeeld. Twee dagen later viel de beslissing, door twee goals van Hoeneß en twee van Müller werd het Spaanse Atlético Madrid met 4-0 gedeclasseerd. Het mooiste doelpunt kwam voor rekening van Uli Hoeneß: hij maakte met een soloactie, die begon op de eigen speelhelft, een passerende beweging langs de keeper en schoot de bal in het lege doel. Door zijn uitstekende countervoetbal, speelde Hoeneß op die avond misschien wel een van de beste wedstrijden uit zijn carrière.
Een jaar later stond de spits opnieuw met zijn ploeg in de finale van de Europacup I, ditmaal tegen de Engelse landskampioen Leeds United. Wederom werd de prestigieuze voetbalprijs binnen gehaald, Bayern won het duel met 2-0. De club verloor echter tijdens de wedstrijd wel een van zijn belangrijkste spelers: Hoeneß viel uit met een zware knieblessure. De kwetsuur was zelfs zo ernstig, dat de spits er nooit helemaal van herstelde. Deze gebeurtenis leidde het einde van zijn voetbalcarrière in. Ondanks het grote internationale succes, ging het nationaal veel minder goed, na een 2de plaats met een doelsaldo van +38 in 1970/71 en drie achtereenvolgende landstitels in 1971/72, 1972/73 en 1973/74 met doelsaldi van +63, +64 en +42, eindigde Bayern in het dramatisch slechte seizoen 1974/75 als tiende in de competitie met een doelsaldo van -6. Het gewonnen WK voetbal 1974 begon zijn tol te eisen, Bayern was aan het einde van zijn kracht en de club kwam in grote financiële problemen terecht. Europees ging het nog wel steeds voor de wind, in 1975/76 1976 werd opnieuw de Europacup I gewonnen. Ditmaal kostte dat echter veel meer moeite, het Franse Saint-Étienne werd met slechts 1-0 verslagen. Toch werd een paar maanden later ook de Wereldbeker nog aan de prijzenkast toegevoegd. Dit was echter het laatste wapenfeit, aan de Europese overheersing kwam na drie jaar een einde, ook lukte het Bayern tot en met 1978/79 niet meer om de top van de ranglijst te bereiken (1975/76, 1976/77, 1977/78, 1978/79: 3de, 7de, 12de en 4de plaatsen respectievelijk, met als doelsaldi successievelijk +22, +9, -2 en +23).
Met Hoeneß zelf, ging het al niet veel beter. Na zijn terugkeer van het EK voetbal 1976 wilde hij zijn voetbalcarrière al op 24-jarige leeftijd afsluiten. Zijn knie bezorgde hem zoveel problemen, dat hij uiteindelijk een radicaal contract ondertekende: hij zou alleen worden betaald voor de wedstrijden die hij daadwerkelijk speelde. Ondanks de vele blessuregevallen bij Bayern, besloot trainer Gyula Lóránt hem toch amper binnen de lijnen te halen. Als gevolg daarvan bood hij zich bij verschillende clubs aan, waaronder Hamburger SV en VfB Stuttgart. Uiteindelijk zagen toch alle clubs van hem af hoewel hij bijna naar HSV was vertrokken. Na een proeftraining in Hamburg liet hij positieve indruk achter. Toen de teamarts vervolgens een artroscopie bij de spits wilde uitvoeren zodat hij de knie kon onderzoeken, weigerde Hoeneß dit. Als hij op deze manier een contract moest verdienen dan zou hij nog liever stoppen met voetballen. In het wekelijks sportprogramma Aktuelle Sportstudio verklaarde hij vervolgens zich weer volledig voor Bayern in te willen zetten. Maar op dat moment meldde 1. FC Nürnberg zich.

### 1. FC Nürnberg
Het nieuws over de komst van Hoeneß naar Neurenberg sloeg in als een bom. De promovendus had na 11 wedstrijden nog maar 12 keer gescoord en stond daarmee op een teleurstellende 17e plaats. Op 30 oktober, tijdens de jaarvergadering, werd door voorzitter Lothar Schmechtig bekendgemaakt dat hij overeenstemming had bereikt met Bayern München over de komst van Hoeneß tot aan het einde van het seizoen. De spits was bij zijn huidige club geen eerste keus meer en werd voor 150.000 DM gehuurd. Zijn doelpunten moesten zorgen voor lijfsbehoud in de Bundesliga. Voor de fans betekende de komst van de spits een lichtpuntje, het publiek was zeer enthousiast toen de voorzitter kon melden dat de spits slechts een bruto maandsalaris van 5.000 DM verlangde. Een onderzoek naar de zojuist geopereerde knie werd daarom voor het gemak achterwege gelaten.
De eerstvolgende wedstrijd stroomden er 56.000 toeschouwers het stadion in, voor het eerst in zeven jaar tijd was er weer een duel bijna uitverkocht. Iedereen wilde zien hoe er van Schalke 04 zou worden gewonnen, na anderhalf uur stond er echter een stand van 0-2 op het scorebord. Ondanks het aanvallende spel van Neurenberg droop het publiek teleurgesteld af. Toch had Hoeneß zich positief te weten onderscheiden, volgens Kicker Sportmagazin was hij de beste man van het veld geweest. Hij verscheen dat seizoen als eerste speler van Neurenberg, in het elftal van de week. Na de tweede wedstrijd van Hoeneß was het voetbalmagazine al minder lovend over de spits, de hoge verwachtingen van het publiek brachten een grote druk met zich mee. Nog een week later was Kicker unaniem in haar oordeel: de verwachtingen waren te hoog voor de nieuw aangetrokken spelers, zonder hen zou Neurenberg er beter voor hebben gestaan. Steeds vaker bleek dat er nog maar een glimp over was van de voorheen zo succesvolle speler die met Bayern München Europacup I-wedstrijden afwerkte en successen had met het nationale elftal. De combinatie 1. FC Nürnberg - Uli Hoeneß, bleek een ongelukkige. De spits bleef van 1 november 1978 tot 31 maart 1979 bij de club. Op 22 maart werd in onderling overleg besloten vroegtijdig afscheid van elkaar te nemen. Ondanks het overleg, bleek Hoeneß hier moeite mee te hebben, hij leek met een ongelukkig gevoel weg te gaan uit Neurenberg. Wel had hij maand daarvoor al een nieuw contract getekend bij Bayern München, hij zou daar de nieuwe manager worden met ingang van het volgende voetbaljaar. Uiteindelijk bleken toch de chronische knieproblemen een te zware belasting te zijn, noodgedwongen kwam er al op 27-jarige leeftijd een einde aan zijn voetbalcarrière.

### Competitiestatistieken
| Seizoen   | Club           | Land      | Competitie | Wed. | Goals |
| --------- | -------------- | --------- | ---------- | ---- | ----- |
| 1970/1971 | Bayern München | Duitsland | Bundesliga | 31   | 6     |
| 1971/1972 | Bayern München | Duitsland | Bundesliga | 34   | 13    |
| 1972/1973 | Bayern München | Duitsland | Bundesliga | 34   | 17    |
| 1973/1974 | Bayern München | Duitsland | Bundesliga | 34   | 18    |
| 1974/1975 | Bayern München | Duitsland | Bundesliga | 28   | 8     |
| 1975/1976 | Bayern München | Duitsland | Bundesliga | 17   | 4     |
| 1976/1977 | Bayern München | Duitsland | Bundesliga | 27   | 9     |
| 1977/1978 | Bayern München | Duitsland | Bundesliga | 30   | 11    |
| 1978/1979 | Bayern München | Duitsland | Bundesliga | 4    | 0     |
| 1978/1979 | 1. FC Nürnberg | Duitsland | Bundesliga | 11   | 0     |
| Totaal    | Totaal         | Totaal    | Totaal     | 250  | 86    |

### Spelersstatistieken
| Competitie         | Wed. | Goals |
| ------------------ | ---- | ----- |
| Bundesliga         | 250  | 86    |
| Europacup I        | 54   | 12    |
| DFB Pokal          | 36   | 13    |
| Interlands         | 35   | 5     |
| Amateurwedstrijden | 22   |       |
| Totaal             | 397  | 116   |

## Olympisch elftal

### Olympische Zomerspelen 1972
Hoeneß behield zijn amateurstatus nog tot en met 1972, zodoende kon hij in datzelfde jaar meedoen aan het voetbaltoernooi op de Olympische Spelen in München. In de Duitse Olympische ploeg zat ook Ottmar Hitzfeld die Hoeneß in 1998 zou aantrekken als nieuwe trainer van Bayern München. De eerste drie groepswedstrijden tegen Maleisië (3-0), Marokko (3-0) en de Verenigde Staten (7-0) werden ruim gewonnen en West-Duitsland eindigde de poule als eerste. Hoeneß kwam alleen tegen Marokko niet in actie. De tweede groepsfase verliep veel minder goed, de eerste wedstrijd tegen Mexico werd nog gelijk gespeeld (1-1) maar de overige twee duels tegen Hongarije (4-1) en de DDR (3-2) werden verloren. De laatste wedstrijd had nog een bijzonder tintje, allereerst scoorde Uli Hoeneß zijn enige doelpunt van het toernooi maar daarnaast was het ook de eerste onderlinge confrontatie tussen West- en Oost-Duitsland sinds de opsplitsing in 1945. West-Duitsland eindigde als derde van de groep en moest vroegtijdig naar huis.

### Wedstrijdstatistieken
| Nr. | Datum      | Locatie  | Wedstrijd                                       | Uitslag | Wedstrijdverband | Score |
| --- | ---------- | -------- | ----------------------------------------------- | ------- | ---------------- | ----- |
|     | 27-08-1972 | München  | West-Duitsland - Maleisië                       | 3-0     | Groep A          |       |
|     | 31-08-1972 | München  | West-Duitsland - Verenigde Staten               | 7-0     | Groep A          |       |
|     | 03-09-1972 | Nürnberg | West-Duitsland - Mexico                         | 1-1     | Groep I          |       |
|     | 06-09-1972 | München  | Hongarije - West-Duitsland                      | 4-1     | Groep I          |       |
| 1.  | 08-09-1972 | München  | Duitse Democratische Republiek - West-Duitsland | 3-2     | Groep I          | 1-1   |

## Interlandloopbaan
Ook met het West-Duitse elftal was Hoeneß erg succesvol. Van 1972 tot 1976 speelde hij 35 interlands en scoorde daarin 5 doelpunten. Ondanks dat Hoeneß een snelle en technisch aanvaller was, speelde hij vaak wisselvallig. Daarom kon bondscoach Helmut Schön hem vaak geen basisplaats garanderen. Samen met zijn goede vriend Paul Breitner maakten ze ongeveer gelijktijdig hun debuut voor die Mannschaft. Ze wisten al snel indruk te maken met hun goede spel en werden in de Duitse pers jubelend omschreven.

### EK voetbal 1972
Zijn eerste internationale ervaring deed de spits op tijdens de voorbereiding op het EK voetbal 1972 in België. Tijdens de kwalificatie voor het toernooi maakte hij deel uit van de in Duitsland legendarische Wembley-Elf, het eerste Duitse elftal dat Engeland op eigen bodem wist te verslaan. Tot die tijd gold Engeland in eigen huis als onverslaanbaar, nog nooit had West-Duitsland op het eiland een punt kunnen pakken. Nadat Hoeness in zijn debuutinterland al meteen scoorde, had hij ook een groot aandeel in de overwinning op de Engelsen. Door een blessure van 1. FC Köln-aanvoerder Wolfgang Overath, werd de plek op het middenveld ingenomen door de jonge spelmaker Günter Netzer. Met Overath in de basis werd er zakelijk gevoetbald maar met Netzer was het altijd spektakel, het was een speler die op gevoel voetbalde en daardoor vaak onverwachte acties maakte. Hij strooide met goede passes en was de grote leider van het elftal. Het spel dat West-Duitsland op de mat legde deed denken aan het fantasierijke voetbal van Brazilië twee jaar eerder op het WK voetbal 1970. Vooral het middenveld met Hoeneß op links en "Hacki" Wimmer op rechts was niet te stoppen. Na enkele kansen was Uli Hoeneß dan ook de eerste doelpuntenmaker, vanaf de rand van het strafschopgebied schoot hij binnen. De Duitsers speelden de Engelsen helemaal zoek en scoorden in de tweede helft nog tweemaal nadat Francis Lee de gelijkmaker had gemaakt, Netzer maakte de 2-1 en Gerd Müller de 3-1. Het succes was vooral te danken geweest aan het goede samenspel tussen Beckenbauer en Netzer. Na de wedstrijd werd er gesproken over een van de beste nationale elftallen aller tijden. De return tegen Engeland werd twee weken later gespeeld maar het bleef toen 0-0. Duitsland had zijn goede spel voortgezet waardoor de halve finale werd bereikt. Deze was in en tegen België, die verrassend genoeg regerend Europees kampioen en vice-wereldkampioen Italië had uitgeschakeld. West-Duitsland was echter de grote favoriet op het EK. Opnieuw scoorde Müller voor Die Mannschaft waardoor er met 2-1 werd gewonnen van de Belgen. In de finale moest het team het vervolgens opnemen tegen de Sovjet-Unie, die Hongarije in een kleurloze halve finale hadden verslagen. Opnieuw werd het een groot machtsvertoon van de Duitsers net zoals enkele weken daarvoor op Wembley. Wederom was Netzer de man van de wedstrijd, hij etaleerde zijn uitzonderlijke klasse met naast zich de soevereine Beckenbauer. Weer was het Müller die zijn Torinstinkt liet zien, hij scoorde het eerste en derde doelpunt, Wimmer schoot de 2-0 binnen. West-Duitsland was oppermachtig geweest en de Sovjet-Unie had geen kans gekregen om er een wedstrijd van te maken. Het Team van het Toernooi liet niets aan de verbeelding over, maar liefst acht van de elf spelers waren West-Duitsers, waaronder Uli Hoeneß. Met totaalvoetbal had een gouden generatie voetballers de eerste Europese titel voor West-Duitsland weten te winnen.

### WK voetbal 1974

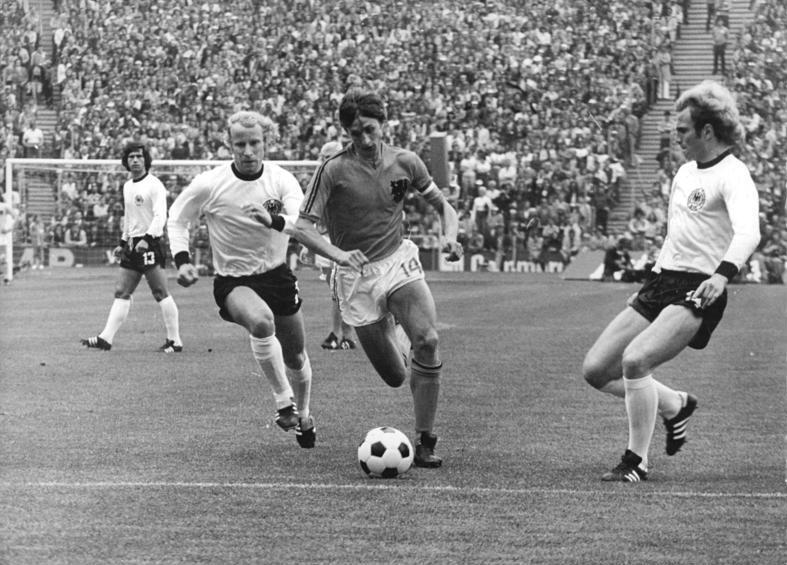
Uli Hoeneß (rechts) kort voor de overtreding op Johan Cruijff die leidde tot de 0-1 in de finale van het WK 1974.

Twee jaar later was West-Duitsland opnieuw aanwezig op een groot toernooi, ditmaal het WK voetbal 1974 in eigen land. De eerste twee wedstrijden tegen Chili en Australië werden gewonnen maar in het derde duel kwam de DDR als sterkste uit de strijd. Ondanks het verlies wist Hoeneß zich met zijn ploeg wel te plaatsen voor de tweede ronde. In het eerstvolgende duel tegen Joegoslavië moest de spits echter vanaf de reservebank beginnen, pas in de tweede helft mocht hij invallen maar maakte daar een dusdanig sterkte indruk dat hij in de twee aansluitende wedstrijden tegen Zweden en Polen wel in de basis mocht beginnen. Alle duels werden winnend afgesloten waarop uiteindelijk de finale werd bereikt waar Nederland als tegenstander aantrad. Hoeneß speelde de wedstrijd van begin tot eind en stond daarin tegenover zijn directe tegenstander Willem van Hanegem, hij liet zich echter niet door de Kromme uit de wedstrijd spelen. Wederom bleek West-Duitsland, met zes Bayern-spelers in de basis, de beste van het toernooi te zijn: Nederland verloor met 2-1.

### EK voetbal 1976
In 1976 trad wereldkampioen en titelverdediger West-Duitsland opnieuw aan, op weg naar de volgende hoofdprijs bij het EK voetbal in Joegoslavië. De eerste wedstrijd speelde Hoeneß met zijn ploeg tegen het gastland waarmee, na verlenging, met 4-2 werd afgerekend. Na dit gewonnen duel stond West-Duitsland meteen in de finale, in die jaren waren er nog maar vier deelnemers op een Europees kampioenschap. De finale werd gespeeld in Belgrado waar de West-Duitsers het op moesten nemen tegen Tsjecho-Slowakije. Het duel begon slecht voor die Mannschaft, na 25 minuten stond er al een 2-0-achterstand op de scoreborden. Na enkele minuten later maakte Dieter Müller echter al de aansluitingstreffer en net voor het laatste fluitsignaal scoorde Bernd Hölzenbein de belangrijke gelijkmaker voor de Duitsers. De verlenging brak aan maar doelpunten vielen er niet meer, strafschoppen moesten de winnaar gaan bepalen. Rainer Bonhof, Heinz Flohe en Hans Bongartz gaven het goede voorbeeld. Als vierde was Hoeneß aan de beurt, de spits nam een aanloop en beleefde het dieptepunt uit zijn carrière: hij schoot de bal huizenhoog over de lat. Voor de Tsjechen legde toen Antonín Panenka de bal op de stip, zijn wereldberoemde strafschop besliste de finale en hij kroonde hiermee zijn team tot Europees kampioen.

### Interlandgoals
| Nr. | Datum      | Locatie           | Wedstrijd                                       | Uitslag | Wedstrijdverband                       | Score |
| --- | ---------- | ----------------- | ----------------------------------------------- | ------- | -------------------------------------- | ----- |
| 1.  | 29-03-1972 | Boedapest         | Hongarije - West-Duitsland                      | 0-2     | Vriendschappelijk                      | 0-2   |
| 2.  | 29-04-1972 | Londen            | Engeland - West-Duitsland                       | 1-3     | Kwalificatie EK 1972                   | 0-1   |
|     | 13-05-1972 | Berlijn           | West-Duitsland - Engeland                       | 0-0     | Kwalificatie EK 1972                   |       |
|     | 26-05-1972 | München           | West-Duitsland - Sovjet-Unie                    | 4-1     | Vriendschappelijk                      |       |
|     | 14-06-1972 | Antwerpen         | België - West-Duitsland                         | 1-2     | Halve finale EK 1972                   |       |
|     | 18-06-1972 | Brussel           | West-Duitsland - Sovjet-Unie                    | 3-0     | Finale EK 1972                         |       |
|     | 15-11-1972 | Düsseldorf        | West-Duitsland - Zwitserland                    | 5-1     | Vriendschappelijk                      |       |
|     | 28-03-1973 | Düsseldorf        | West-Duitsland - Tsjecho-Slowakije              | 3-0     | Vriendschappelijk                      |       |
|     | 09-05-1973 | München           | West-Duitsland - Joegoslavië                    | 0-1     | Vriendschappelijk                      |       |
|     | 16-06-1973 | Berlijn           | West-Duitsland - Brazilië                       | 0-1     | Vriendschappelijk                      |       |
|     | 05-09-1973 | Moskou            | Sovjet-Unie - West-Duitsland                    | 0-1     | Vriendschappelijk                      |       |
|     | 10-10-1973 | Hannover          | West-Duitsland - Oostenrijk                     | 4-0     | Vriendschappelijk                      |       |
|     | 13-10-1973 | Gelsenkirchen     | West-Duitsland - Frankrijk                      | 2-1     | Vriendschappelijk                      |       |
| 3.  | 14-11-1973 | Glasgow           | Schotland - West-Duitsland                      | 1-1     | Vriendschappelijk                      | 1-1   |
|     | 13-10-1973 | Stuttgart         | West-Duitsland - Spanje                         | 2-1     | Vriendschappelijk                      |       |
|     | 23-02-1974 | Barcelona         | Spanje - West-Duitsland                         | 0-1     | Vriendschappelijk                      |       |
|     | 26-02-1974 | Rome              | Italië - West-Duitsland                         | 1-1     | Vriendschappelijk                      |       |
|     | 27-03-1974 | Frankfurt am Main | West-Duitsland - Schotland                      | 2-1     | Vriendschappelijk                      |       |
|     | 17-04-1974 | Dortmund          | West-Duitsland - Hongarije                      | 5-0     | Vriendschappelijk                      |       |
|     | 01-05-1974 | Hamburg           | West-Duitsland - Zweden                         | 2-0     | Vriendschappelijk                      |       |
|     | 14-06-1974 | Berlijn           | West-Duitsland - Chili                          | 1-0     | Groepswedstrijd - Eerste ronde WK 1974 |       |
|     | 18-06-1974 | Hamburg           | West-Duitsland - Australië                      | 3-0     | Groepswedstrijd - Eerste ronde WK 1974 |       |
|     | 22-06-1974 | Hamburg           | Duitse Democratische Republiek - West-Duitsland | 1-0     | Groepswedstrijd - Eerste ronde WK 1974 |       |
|     | 26-06-1974 | Düsseldorf        | West-Duitsland - Joegoslavië                    | 1-0     | Groepswedstrijd - Tweede ronde WK 1974 |       |
| 4.  | 30-06-1974 | Düsseldorf        | West-Duitsland - Zweden                         | 4-2     | Groepswedstrijd - Tweede ronde WK 1974 | 4-2   |
|     | 03-07-1974 | Frankfurt am Main | West-Duitsland - Polen                          | 1-0     | Groepswedstrijd - Tweede ronde WK 1974 |       |
|     | 07-07-1974 | München           | Nederland - West-Duitsland                      | 1-2     | Finale WK 1974                         |       |
|     | 04-09-1974 | Bazel             | Zwitserland - West-Duitsland                    | 1-2     | Vriendschappelijk                      |       |
|     | 20-11-1974 | Piraeus           | Griekenland - West-Duitsland                    | 2-2     | Kwalificatie EK 1976                   |       |
|     | 27-04-1975 | Sofia             | Bulgarije - West-Duitsland                      | 1-1     | Kwalificatie EK 1976                   |       |
| 5.  | 22-05-1976 | München           | West-Duitsland - Spanje                         | 2-0     | Kwalificatie EK 1976                   | 1-0   |
|     | 17-06-1976 | Belgrado          | West-Duitsland - Joegoslavië                    | 4-2     | Halve finale EK 1976                   |       |
|     | 20-06-1976 | Belgrado          | Tsjecho-Slowakije - West-Duitsland              | 2-2     | Finale EK 1976                         |       |
|     | 06-10-1976 | Cardiff           | Wales - West-Duitsland                          | 2-0     | Vriendschappelijk                      |       |
|     | 17-11-1976 | Hannover          | West-Duitsland - Tsjecho-Slowakije              | 2-0     | Vriendschappelijk                      |       |

## Erelijst
Met Bayern München:
- Bundesliga: 1971/72, 1972/73, 1973/74
- DFB-Pokal: 1970/71
- Europacup I: 1973/74, 1974/75, 1975/76
- Wereldbeker voor clubteams: 1976

Met West-Duitsland:
- Europees kampioenschap: 1972
- Wereldkampioenschap: 1974

Persoonlijke prijzen:
- UEFA-team van het EK: 1972

## Trivia
- De snelle aanvaller kon de 100 meter in elf seconden lopen en kreeg daarmee de titel "snelste levende aanvaller van Europa".
- Hoeneß is naar aanleiding van het organiseren van het wereldkampioenschap voetbal in 1974 verschenen op een speciale herdenkingszegel van 40 pfennig.
- Hoeneß werd in 2014 veroordeeld tot een gevangenisstraf van 3.5 jaar voor belastingontduiking.
- Hoeneß is naast de broer van Dieter Hoeneß ook de oom van trainer Sebastian Hoeneß.